# Nightbirde
Jane Marczewski (31. prosince 1990 – 19. února 2022), profesionálně známá jako Nightbirde, byla americká zpěvačka a skladatelka. Po vydání dvou EP a dvou singlů obdržela na konkurzu na America's Got Talent v roce 2021 tzv. Golden Buzzer. Čtvrtfinále se kvůli zhoršujícímu se zdraví a rakovině nakonec nemohla zúčastnit.

## Mládí a vzdělání
Jane Marczewski se narodila 31. prosince 1990. Pocházela ze Zanesville ve státě Ohio. Měla tři sourozence a písničky začala skládat v šesti letech, když pomáhala matce dokončit text k jedné z jejich písní. Vystudovala Liberty University, kde studovala komunikační technologie.

## Kariéra
Marczewski nahrála své první písně a poprvé vystoupila naživo v roce 2011, když byla studentkou na Liberty. V roce 2012 vydala třípísňové EP s názvem Lines, na kterém zpívala a hrála na akustickou kytaru. V roce 2013 vydala Ocean & Sky, šestipísňové EP, které financovala na Kickstarteru.
Jane zůstala po dokončení studií v Lynchburgu ve Virginii a stala se populární místní umělkyní. V roce 2014 se vrátila do Ohia a po svatbě se v roce 2015 přestěhovala do Nashvillu v Tennessee, kde později pokračovala ve vystupování pod svým novým jménem Jane Claudio, přičemž její manžel působil jako její producent. Jako Jane Marczewski-Claudio přispěla hudbou k dokumentárnímu filmu Leonarda Knighta z roku 2015 A Man & His Mountain.
Nightbirde přijala své profesionální umělecké jméno na základě opakujícího se snu: "Bylo to tak poetické, když tito ptáci zpívali, jako by bylo ráno, i když po něm ještě nebylo ani stopy. To je to, co chci ztělesnit." Její první singl pod novým jménem byl „Girl in a Bubble“, vydaný v březnu 2019. V dubnu 2019 se stala předskokanem pro americkou zpěvačku Tori Kelly v Liberty. V srpnu 2020, po své druhé diagnóze rakoviny a remisi, vydala píseň „It's OK“.
Její styl, směs folku a popu, se vyvinul v elektropop.
V červnu 2021 vystoupila jako Nightbirde během konkurzů 16. sezóny televizní soutěže America's Got Talent. Během svého rozhovoru po představení s porotci vyřkla inspirativní prohlášení: "Nemůžete čekat, až život už nebude těžký, než se rozhodnete být šťastný." Následně obdržela tzv. Golden Buzzer od Simona Cowella za výkon své původní písně „It's OK“. Píseň dosáhla první příčky iTunes a druhým nejvíce trendujícím videem na YouTube.
V srpnu 2021, předtím, než měla nastoupit do čtvrtfinálového kola pořadu America's Got Talent, Jane Marczewski odstoupila ze soutěže kvůli zhoršujícímu se zdraví. Simon Cowell jí povzbudivě vzkázal, aby se do soutěže nevracela, a řekl: "Ty [Marczewski] tento stres teď opravdu nepotřebuješ."

## Osobní život a smrt
Marczewski byla vdaná za hudebníka Jeremyho Claudia. Pár se rozešel v roce 2020, poté se přestěhovala z Nashvillu do Long Beach v Kalifornii.
Rakovina prsu jí byla diagnostikována v roce 2017, ovšem v červenci 2018 byla prohlášena za vyléčenou. Rakovina se jí vrátila v roce 2019 a zbývalo jí tři až šest měsíců života, ale v roce 2020 byla znovu prohlášena zdravou. Těsně před konkurzem America's Got Talent jí bylo řečeno, že rakovina metastazovala do jejích plic, páteře a jater a její šance na přežití byla 2 %. Jane pravidelně poskytovala informace o svém zdravotním stavu na CNN.
Jane Marczewski zemřela na rakovinu 20. února 2022 ve věku 31 let.

## Diskografie

### Rozšířené Singly (EP)
- Lines (2012)[24]
- Ocean & Sky (2013)[25]

### Singly
| Název skladby (Title)                                                                     | Rok (Year) | Nejvyšší pozice v žebříčku (Peak chart position) | Nejvyšší pozice v žebříčku (Peak chart position) | Nejvyšší pozice v žebříčku (Peak chart position) | Nejvyšší pozice v žebříčku (Peak chart position) | Album          |
| Název skladby (Title)                                                                     | Rok (Year) | US Dig.                                          | AUS Dig.                                         | CAN Dig.                                         | UK Down.                                         | Album          |
| ----------------------------------------------------------------------------------------- | ---------- | ------------------------------------------------ | ------------------------------------------------ | ------------------------------------------------ | ------------------------------------------------ | -------------- |
| "Girl in a Bubble"                                                                        | 2019       | —                                                | —                                                | —                                                | —                                                | nealbový singl |
| "It's OK"                                                                                 | 2020       | —                                                | —                                                | —                                                | —                                                | nealbový singl |
| "New Year's Eve"                                                                          | 2020       | —                                                | —                                                | —                                                | —                                                | nealbový singl |
| "It's OK" (Live at Maple House Sessions)                                                  | 2021       | 3                                                | 1                                                | 1                                                | 21                                               | nealbový singl |
| "Brave" (Live at Maple House Sessions)                                                    | 2021       | —                                                | —                                                | —                                                | —                                                | nealbový singl |
| "—" označuje nahrávku, která se nedostala do hitparády nebo nebyla na daném území vydána. |            |                                                  |                                                  |                                                  |                                                  |                |